# 陽騖
陽 騖（よう ぶ、? - 367年）は、五胡十六国時代前燕の人物。『資治通鑑』・『十六国春秋』の一部では陽鶩とも記載される。字は士秋。本貫は右北平郡無終県。父は前燕の東夷校尉陽耽。母は李夫人。従兄弟に同じく前燕に仕えた陽裕がいる。

## 生涯
父の陽耽が慕容廆の重臣であった事から、成長すると彼もまた出仕し、始め平州別駕に任じられた。
彼は幾度も安時強国（時勢を安定させて国家を強くする事）の策を慕容廆へ献じ、この多くが採用された。これにより慕容廆からただ者では無いと見做され、重用されるようになった。
やがて遼東郡太守に転任した。
咸和8年（333年）6月、慕容廆が亡くなり、嫡男である慕容皝が後を継いだ。慕容皝は帯方郡太守王誕を左長史に任じようとしたが、その王誕は慕容皝へ「遼東郡太守陽騖は才能を有しております。どうか彼に大任を授けて下さいますよう」と勧めたので、 慕容皝はこれに従って陽騖を左長史に抜擢し、王誕を右長史に任じた（左長史の方が右長史より高位である）。
咸康3年（337年）9月、慕容皝は群臣の勧めに応じて燕王に即位する事を決断すると、その準備としてまず官僚の整備を行った。陽騖は司隷校尉に任じられ、列卿・将帥の一員となった。10月、慕容皝は燕王に即位し、境内に恩赦を下した。これが正式な前燕の建国とされる。
慕容皝の時代、慕容仁・段部・高句麗を始め、東西で幾度も征伐が行われたが、陽騖は参謀として幃幄（作戦を立案する陣営）に入り、軍事上の計略を幾度も論じた。この功績により、建寧公に封じられた。
永和4年（348年）8月、慕容皝は狩猟の際に大怪我を負い、それがもとでこの世を去った。彼は死ぬ間際、世子の慕容儁を呼び寄せて「陽士秋（陽騖）は士大夫の品行を有し、高潔・忠幹にして貞固があり、大事を託すに足る人物である。汝はこれを善く待遇するように」と言い残した。11月、慕容儁が即位すると、陽騖は郎中令に任じられ、左長史についても継続した。
永和5年（349年）5月、輔義将軍に任じられた。また、慕容評は輔弼将軍に、慕容恪は輔国将軍に任じられ、陽騖は彼らと共に三輔と称され、来る中原攻略の大遠征軍の中核を任された。
永和6年（350年）2月、慕容儁が中原への侵攻を開始すると、陽騖はこれに従軍した。前燕軍は各地で戦勝を挙げ、後趙の主要都市である薊や鄴などの後趙の主要都市を傘下に入れた。陽騖は一連の戦いで大いに活躍し、その軍功は慕容恪に次いだという。
元璽元年（352年）8月、陽騖は慕容恪・封奕と共に、魯口に拠って安国王を自称していた王午討伐に向かった。王午は籠城を図ると共に、冉閔の子である冉操を前燕へ送還し、許しを請うた。これを受け、前燕軍は城外の食糧を略奪してから軍を撤退させた。
11月、慕容儁が帝位に即くと、陽騖は尚書令に任じられた。
元璽3年（354年）4月、司空に昇進し、尚書令についても引き継き兼務した。
元璽4年（355年）11月、慕容恪が広固に割拠する段部の首領段龕討伐の兵を興すと、副将として従軍した。356年1月、前燕軍は済水の南で段龕軍3万に大勝すると、そのまま広固城を包囲して兵糧攻めを図った。11月、段龕は降伏し、広固は陥落した。
光寿2年（358年）9月、後趙の遺臣である高昌の討伐に向かうと、その本拠地である東燕を攻めてこれを降し、高昌を邵陵に敗走させた。さらに高昌の別動隊が守る黎陽を攻めたが、攻略できなかった。
10月、東晋の泰山郡太守諸葛攸が東郡を攻撃して武陽へ晋子すると、陽騖は慕容恪・楽安王慕容臧と共に兵を率いて迎撃し、諸葛攸を泰山へ敗走させた。そのまま前燕軍は渡河し、河南の地を攻略した。
後に司徒に任じられた。
建熙元年（360年）1月、慕容儁は東晋の併呑を目論み、慕容恪と陽騖にその大任を委ねようとしたが、その矢先に病に倒れて同月のうちに崩御した。死の間際、陽騖は慕容儁より呼び出されると、慕容恪・慕容評・慕輿根と共に慕容暐の輔政を託された。
2月、慕容暐が即位すると、陽騖は太保に任じられ、司空についても引き続き兼務した。彼は師傅（皇帝の教育係）の礼を尽くしたので慕容暐からも重んじられ、その親遇ぶりは日に日に高まったという。
建熙6年（365年）4月、亡くなった封奕に代わり太尉に任じられたが、陽騖は「昔、常林・徐邈は先代の名臣であったが、それでも鼎足（三公）は任が重いとして、再三に渡って辞職を願い出たという。我は虚薄であるのに、どのような徳があって職務に堪えられるというのか！」と嘆息して、強く免職を求めるようになった。その訴えは甚だ懇切なものであったが、慕容暐は詔書をもって彼を激励し、辞職を認めなかった。
建熙8年（367年）12月、この世を去った。人士で彼の死を痛惜しない者はいなかった。敬公と諡された。

## 人物
終始一貫して品行方正であり、清廉な人物であった。また、節操が固く、人と接するときは謙虚・恭謹であり、年を経るごとにますますその性質は強くなった。
幼い頃より学問を好み、その器量と見識は深沈にして遠大であると称えられた。4代に渡って前燕に仕え、周囲からの人望は絶大であり、慕容恪を始めとした百官はみな彼と相対するときは拝礼したという。
倹約家としても評判であり、倦む事なく施しを好んだので、家には余財が全く無かった。その為、いつも自身は古い車に乗って痩せた馬に牽かせていた。『十六国春秋』では、この行いがあった為に官職は台輔（三公）に至り、爵位は郡公にまで至る事が出来たのだと称えられている。
子孫らへ対しては厳しく躾を行い、その振る舞いを戒めた。後に彼らの多くが朱紫（朱衣と紫綬。高官である事を指す）の身分となったが、規範を乱す者は一人としていなかったという。

## 家族

### 父
- 陽耽 - 元々西晋の遼西郡太守であり、清廉で沈着機敏である事で評判であった。313年に慕容部の鷹揚将軍慕容翰に陽楽で敗れて捕らえられたが、慕容廆より礼節をもって迎えられ、慕容廆の参謀となった。やがて軍諮祭酒・東夷校尉を歴任した。

### 母
- 李氏 - 諱は不明。博学にして母儀（母たる者としての模範）を有していた。慕容廆は彼女を重んじ、いつも表座敷に入ると拝礼したという。

### 子
- 陽瑶 - 前燕滅亡後に前秦の苻堅に仕え、王猛の推挙で著作佐郎に任じられた。その後も高位の官職を歴任したというう。